# Díptic consular

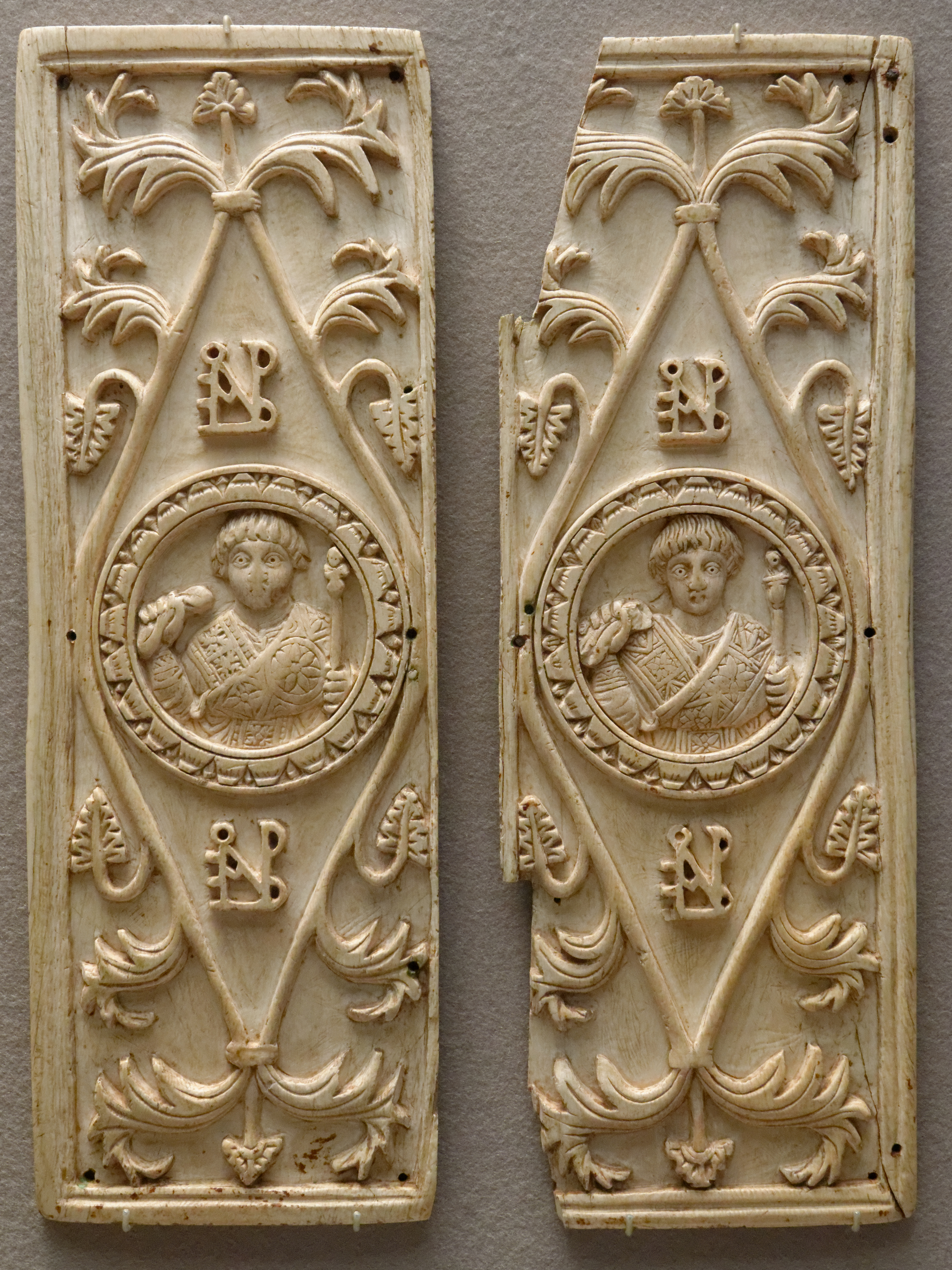
Un dels díptics consulars d'Aerobind Dagalaif Areobind, cònsol el 506, que inclou el seu retrat en una imago clipeata; Museu del Louvre

Un díptic consular és un tipus particular de peces artístiques en forma de díptic que s'utilitzaren en l'Antiguitat tardana. Solien ser de vori, fusta o metall, i es decoraven amb laboriosos relleus. Els encarregaven els cònsols romans (consul ordinarius) per a commemorar el seu accés al càrrec, i es repartien com a obsequis als qui havien donat suport a la seua candidatura o als qui volien congraciar-se per al futur.

## Origen i evolució
Des del segle i, algunes cartes de nomenament per al càrrec eren conegudes com a codicilli ("codicils", petits còdexs o llibrets), i tenien forma de dues o més planxes, normalment de fusta, unides amb fermalls (clasps), cobertes de cera, sobre la qual s'escrivia el text del nomenament. Més tard, el document s'escrivia en papir i es presentava sense cobertes. A la fi del segle iv, començaren a incloure's entre els regals que feien propaganda dels jocs públics (una de les principals competències dels cònsols), díptics encarregats per a l'ocasió. Aquests se'n feien en vori, gravats en relleus triats pel donant a la part exterior, amb un aspecte semblant als codicilli, però sense contenir cap escriptura ni estatus oficial.
La distribució rutinària d'aquests díptics a l'Orient prové d'una decisió de Teodosi I el Gran el 384, que limitava les despeses en els jocs de Constantinoble, i reservava els díptics d'ivori i els regals d'or per als cònsols. En l'Imperi d'Occident eren una part usual dels regals oferts pels aristòcrates. Quint Aureli Símmac, per exemple, en va distribuir alguns per a commemorar els jocs Qüestorians i els Pretorians que va presidir el seu fill el 393 i 401, respectivament. Quasi tots en representen els jocs, i en tres ocasions diferents Símmac vincula la presentació d'aquests díptics amb la fi dels jocs. La seua fi ve determinat per la desaparició del consolat amb Justinià I el 541.

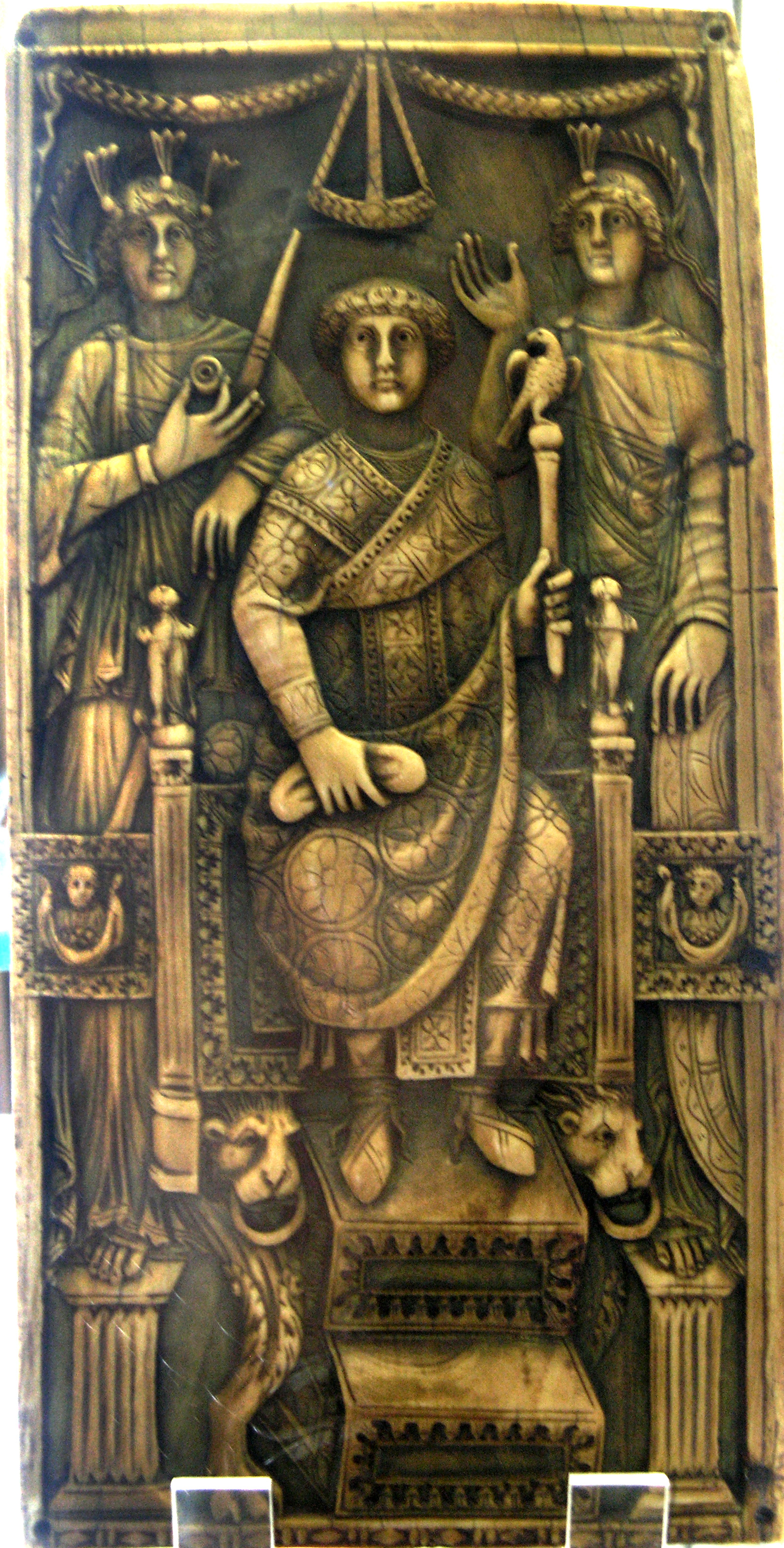
Díptic consular de Magne, cònsol de Constantinoble el 518. Es representa segut entre les al·legories de Roma i Constantinoble; Louvre

El díptic consular més antic es conserva en el Tresor catedralici d'Aosta, és d'Anici Petroni Probe, cònsol en l'Imperi d'Occident el 406; no sols és únic per l'extrema antiguitat sinó per ser l'únic que té el retrat de l'emperador Honori, a qui es dedica el díptic en una humil inscripció, en què Probe es denomina a si mateix famulus, és a dir, esclau de l'emperador, en comptes de cònsol.
Més tard, els díptics consulars van portar, o bé un retrat més o menys elaborat del cònsol, o bé una inscripció dedicatòria amb una filigrana geomètrica i vegetal. Els més senzills se'n devien fer en sèrie, amb models preparats abans, mentre que els més sofisticats es reservaven per als cercles més selectes de l'aristocràcia romana. Els tallers responsables de la producció eren en les dues capitals de l'imperi: Roma i Constantinoble, però la caiguda de l'Imperi romà d'Occident el 476 en feu desaparéixer la producció a Roma, i de llavors ençà tots els exemples corresponen a Constantinoble. El motiu més comú durant el segle vi en els díptics consulars de Constantinoble mostra el cònsol, dempeus, presidint els jocs consulars que marquen la seua entrada en el càrrec.
Per la seua naturalesa, els díptics consulars són un testimoni valuós de la prosopografia del Baix Imperi, així com per a l'estudi de l'art d'aleshores. Un bon nombre se'n conserven gràcies a la reutilització com a cobertes de llibres medievals. Alguns s'usaven a les esglésies com a suport per a llistes de bisbes. El Díptic Barberini és un díptic imperial molt més rar, probablement de Justinià.

## Doble objecte: simbòlic i funcional
Podem afirmar que els díptics consulars compleixen una doble funció: simbòlica, a causa de la cara tallada, que pot contenir diversos temes: religiosos, socials i polítics, perquè s'empraven com a senyal d'estatus, com a regals de gran valor pels materials i qualitat, i a més són funcionals com a llibres.
Una prova que el seu ús no és merament estilístic i decoratiu, sinó una demostració del poder simbolitzat en art. A més a més, amb el pas del temps, s'usaven per a incloure llistes de bisbes.
Els díptics com a objecte simbòlic està lligada també al significat del material que s'hi empra. L'ivori, com a material exclusiu i molt usat en les darreres obres consulars realitzades en el Baix Imperi, amb un monopoli a la ciutat de Constantinoble. Assenyala el contrast amb els primers díptics amb materials més quotidians, com ara el cuir o la fusta.

## Reutilització d'objectes
Josep Pijoan parla de la funció dels díptics consulars en Summa Artis:
Els díptics servien com a llibre de memòria. Les cares, esculpides, eren les cobertes; el revers, pla, d'ivori llis, es revestia amb cera per a prendre notes o per a recordatori. Aquest servei ha salvat de la destrucció molts díptics consulars. Se'n conserven sencers o fragmentats cinquanta-tres, i la major part en esglésies. Van continuar fent allí el servei que prestaven quan els tenien els primers que els van rebre, això és, per a inscriure llistes de recordatori. A les esglésies i catedrals els díptics, fins fa poc, es posaven en les festes solemnes sobre l'altar per a llegir al final de l'ofici els noms dels benfactors als qui s'havien de recitar pregàries.
O José M. Fernández:
Es feia sobre una lleugera capa de cera estesa per la part interna del díptic, i amb l'extrem rom del mateix punxó es podia allisar novament la cera escrita, esborrant així el gravat i deixant la superfície a disposició de poder ser usada una altra volta.
Fent referència a la funció com a portades de llibres sense aportar l'ús complet dels díptics com a llibre, són dues tauletes unides per frontisses i un fermall a manera de còdex, amb una de les cares no tallada i coberta de cera, i això permet la reutilització de manera indefinida en poder-se aplanar novament les zones escrites amb l'ús rom d'un “stilus”, utensili amb què se solia escriure, per això se'n continuen fent servir fins i tot en l'actualitat amb les peces conservades, complint així el desig d'una continuïtat històrica, per la cara tallada que aporta dades sobre el comitent o rastres d'escriptura no esborrada, també en l'àmbit cultural i social per la funció dels díptics que, malgrat que ha evolucionat, no s'ha perdut dins el context de l'Església, tot mitjançant la reutilització.
Només esmenta de manera indirecta el valor econòmic dels materials quan diu que Teodosi I el Gran va ordenar que, en els obsequis commemoratius dels jocs de Constantinoble, els materials més costosos com el vori, es limitassen als destinats als cònsols.
Els díptics generalment es feien en fusta. Sovint presentaven relleus o gravats; algunes versions més luxoses n'incloïen incrustacions de metall com or, argent, vori o pedres precioses. En ser materials luxosos, la reutilització se'n deuria a motius econòmics o a l'escassetat de materials en diferents èpoques.

## Impacte ambiental i cost econòmic
No és molt probable que en el moment de reutilitzar els materials es tingués en compte l'impacte mediambiental, però sí el cost econòmic i l'escassetat d'alguns materials. Els díptics consulars es feien amb materials luxosos (vori) i menys costosos (fusta).

## Funció simbòlica: reutilització de materials i objectes
Pel que fa a les funcions simbòliques que s'activen en reutilitzar els materials emprats en els díptics consulars, cal tenir en compte que poden realitzar-se en vori, fusta, o metalls. Cadascun d'aquests elements presenta una sèrie de valors simbòlics dins el cristianisme.
El vori en l'edat mitjana era considerat un material de gran bellesa per a la realització de certes obres; presenta, però, una sèrie de valors simbòlics relacionats amb el psalm número 44 de la Bíblia Vulgata en què s'afirma que en "palaus de vori" serà on es canten les lloances.
El simbolisme religiós de la fusta dins el cristianisme es relaciona amb la fe i l'obediència, i al seu torn amb la creació dels díptics encarregats per cònsols; tot i que també es vincular a la idea de la mort i la resurrecció.
L'ús dels metalls té diferent càrrega simbòlica en funció de l'element que s'utilitze: 
- L'or és símbol de puresa o de valor diví, i es relaciona amb el passatge bíblic del Gènesi en què es parla de la creació d'un jardí al Paradís replet d'or. També ho veiem en l'Èxode, en què es fa referència a l'or en el moment en què Déu mana erigir un tabernacle d'or massís.
- L'argent fa referència a la redempció i la purificació, es relaciona amb les trenta monedes d'argent que rep Judes en trair Crist.
- El ferro és mostra de poder i força; aquest metall apareix en el Llibre de Daniel, en què es fa referència a una estàtua feta amb diversos metalls, entre aquests el ferro.
- El coure apareix en les Sagrades Escriptures dins el Llibre de Job i en l'Èxode, ja que és el material amb què es construeix l'altar del tabernacle d'or.

## Antiguitat de l'objecte
Quant al valor dels díptics consulars com a obres que per la seua antiguitat donaven més al nou objecte en què s'inserien, hem de començar situant el seu origen en l'Imperi Romà d'Orient, en què eren objectes commemoratius de luxe per l'accés al càrrec dels cònsols romans o com a obsequis distribuïts entre Orient i Occident. Açò indica que ja des del començament els díptics consulars es dirigien a un determinat grup social, no sols per la funció, sinó pels materials usats en l'elaboració.

Aquesta idea de prestigi perdurà en el temps, com succeeix amb qualsevol manifestació artística anterior a nosaltres, i així els díptics consulars adquiriren una major valoració, com indica Lellia Cracco Ruggini:
La reutilització en l'Antiguitat tardana semblava destinada a l'intent de reviure un passat ara distant, és a dir, a evocar formes clàssiques amb efectes totalment canviats […]. Aquesta mena de producció va sobreviure fins als segles XII-XIII, i es difongué entre les classes altes la moda de regalar objectes semblants, en determinades ocasions i a determinades persones, com a símbol de prestigi familiar en tant producte d'“artesania artística” amb materials preciosos. 
Aquesta valoració dels díptics consulars explica per quina raó, fins i tot sent d'origen pagà, s'arribaren a considerar relíquies en l'àrea cristiana, conservant o reproduït molts prototips imperials: roba dels personatges (toga, trabea, trabea triunfalis), insígnies consulars (sceptrum, mappa, segella curulis, cadira gestatòria, tribunal, fasces) i tots els aspectes vinculats a la cerimònia inaugural del consolat (ludi circenses, venationes i obres teatrals).
No és estrany, doncs, trobar-nos amb díptics que han patit alteracions per a transformar no sols els personatges sinó també el missatge per a fer-lo cristià: en seria un exemple l'afegit en les cares interiors del Díptic de Flavio Narnio Manlio Boezio, en què es va afegir la resurrecció de Llàtzer i la figura de tre dottori de l'Església.
Aquest nou valor atorgat per l'Església fou emprar-los per a escriure llistes de noms de sants, difunts, oferents, oracions i qualsevol mena de lliçó sagrada que s'hagués de fer en la litúrgia.

## Alteracions de les funcions
Seguint amb la idea d'explicar-ne les alteracions de les funcions pràctiques originals i els significats simbòlics en ser recontextualitzats en l'edat mitjana, Lellia Cracco Ruggini explica que aquests díptics, tot i que en els seus començaments fossen un objecte decoratiu que no permetien posar en context, serà en l'actualitat quan se n'analitzarà el significat amb deteniment. Aquests díptics contenen una història que ajuda a l'hora d'interpretar-ne les representacions elaborades i poder situar-les en un període concret quan es manca de fonts literàries. Malgrat això, els díptics continuen veient-se com una cosa ornamental i no històrica.
Aquestes obres es reutilitzaran durant tota l'edat mitjana, situades en grans construccions arquitectòniques, o simplement per a mostrar-se en un museu.
Llavors, aquestes imatges es van qualificar com a assumptes religiosos capaços de narrar una història. I gràcies a això, podem identificar una història quan no tenim fonts a les quals acudir que ens en puguen explicar la simbologia.

Segons Ricardo Córdoba de la Llave, la reutilització d'aquest tipus d'obres i de qualsevol altre era una pràctica molt comuna, perquè es volia allargar la vida útil de l'objecte abans de transformar-lo, tractant de reparar-lo o donant una nova funcionalitat sense modificar-ne la forma primària o l'aparença externa. Així mateix ho esmenta Ellen Swift i assenyala que reutilitzar aquests objectes suposava en sí un reflex del “valor” que el propietari atorgava al díptic o a un altre objecte. Assenyala Ricardo Córdoba: 
Encara que la reutilització es defineix sovint en termes del cost de substituir un objecte per un altre de nou (i els objectes s'empren fins al límit), en altres casos el factor rellevant n'és emocional o psicològic: els objectes solen estar vinculats a records, o són obsequis d'éssers estimats, per la qual cosa el seu valor va més enllà de l'àmbit material i és estrictament personal.
Un altre autor que en categoritza els tipus de reutilització que trobem en l'edat mitjana és Michael B. Schiffer, que els divideix en tres nivells:
Un de primer (lateral recycling) en què es recupera l'objecte canviant de propietari o canviant l'ús social de l'objecte sense canviar-ne la forma o funció. En el segon nivell (recovery) la matèria de l'objecte es transforma per a crear-ne un de nou. I un tercer nivell (deviation), que troba un nou ús a l'objecte o obra sense canviar-ne substancialment la forma.
És aquest darrer punt el que respon a l'ús dels díptics en utilitzar-se en cobertes posteriors.
Per tant, el fet de reutilitzar un objecte ja suposa una revaloració en si, i per tant, amaga en el procés una nova funció simbòlica.

## Reutilització de materials
Quant a l'ús “comercial”, aquests díptics, en els seus començaments, s'empraven com a moneda de canvi. Una institució o persona els encarregava per a pagar deutes o per a mostrar el seu poder, com ara l'Església, però moltes voltes eren regals a institucions profanes.

Els díptics eren regals que, moltes vegades, es feien els monarques entre si per a segellar pactes, tot i que en alguns casos s'usaven per a obtenir el favor d'algú més poderós. Per tant, no podem parlar d'una cosa passatgera: deixaren de ser objectes d'ús laic o privat per a formar part dels tresors que es guardaven en altars.

## Exemples
En ordre cronològic de creació (d'alguns es mostra l'únic plafó conservat):

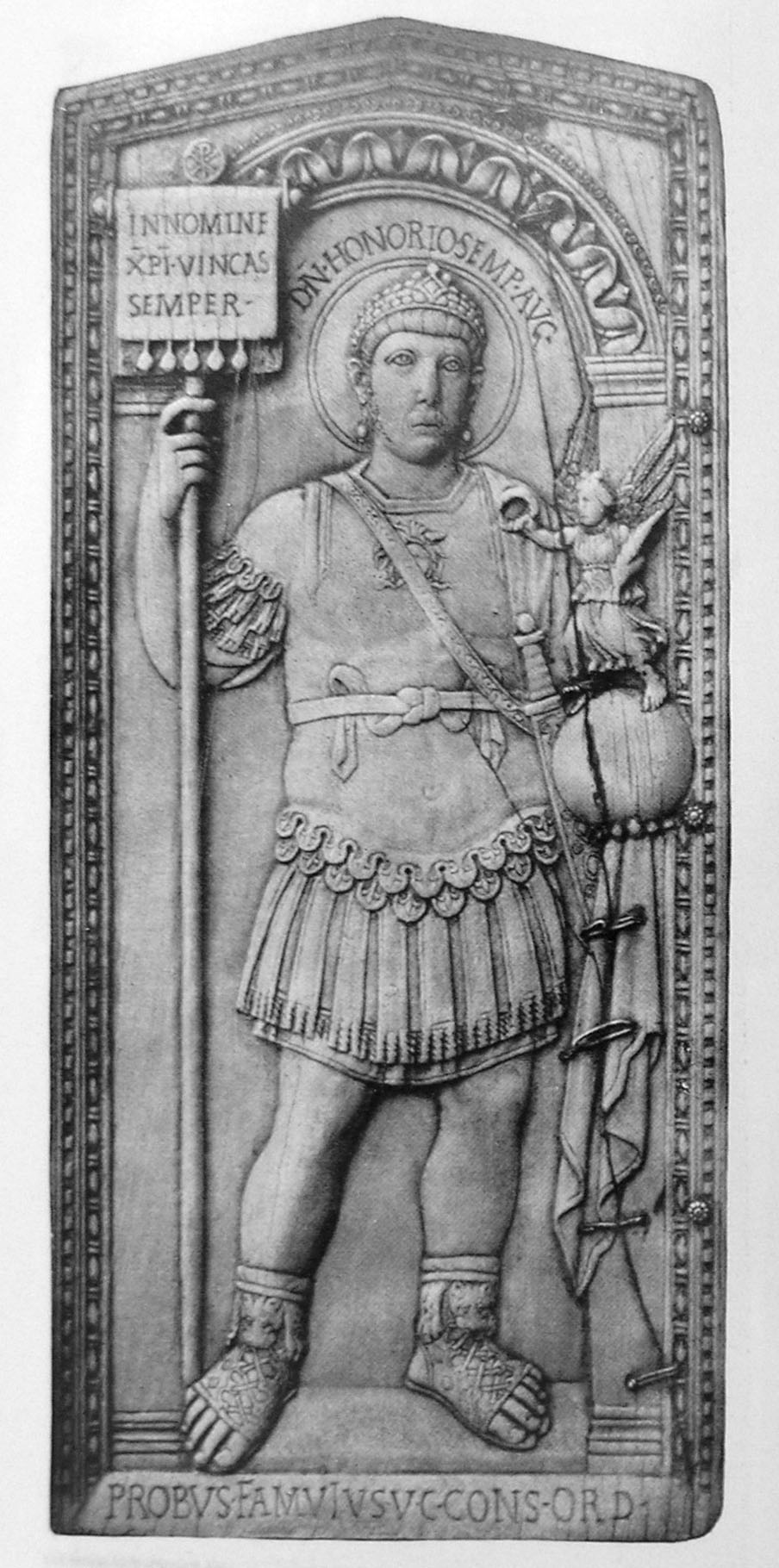
Díptic d'Anicio Petronio Probe, cònsol el 406 (l'exemple més antic que se'n conserva)
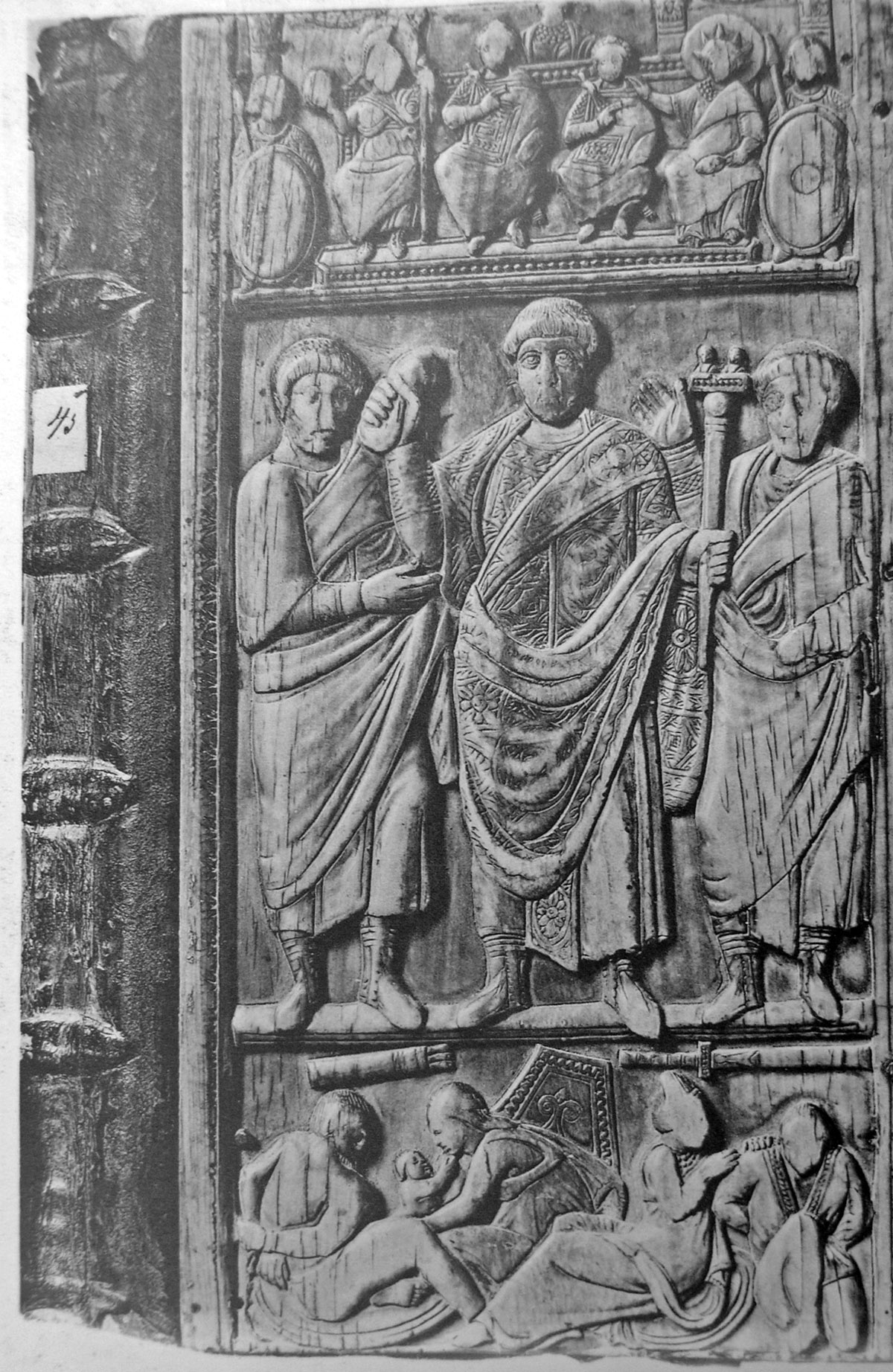
Díptic de Constanci IIIper al seu consolat (413 o 417)
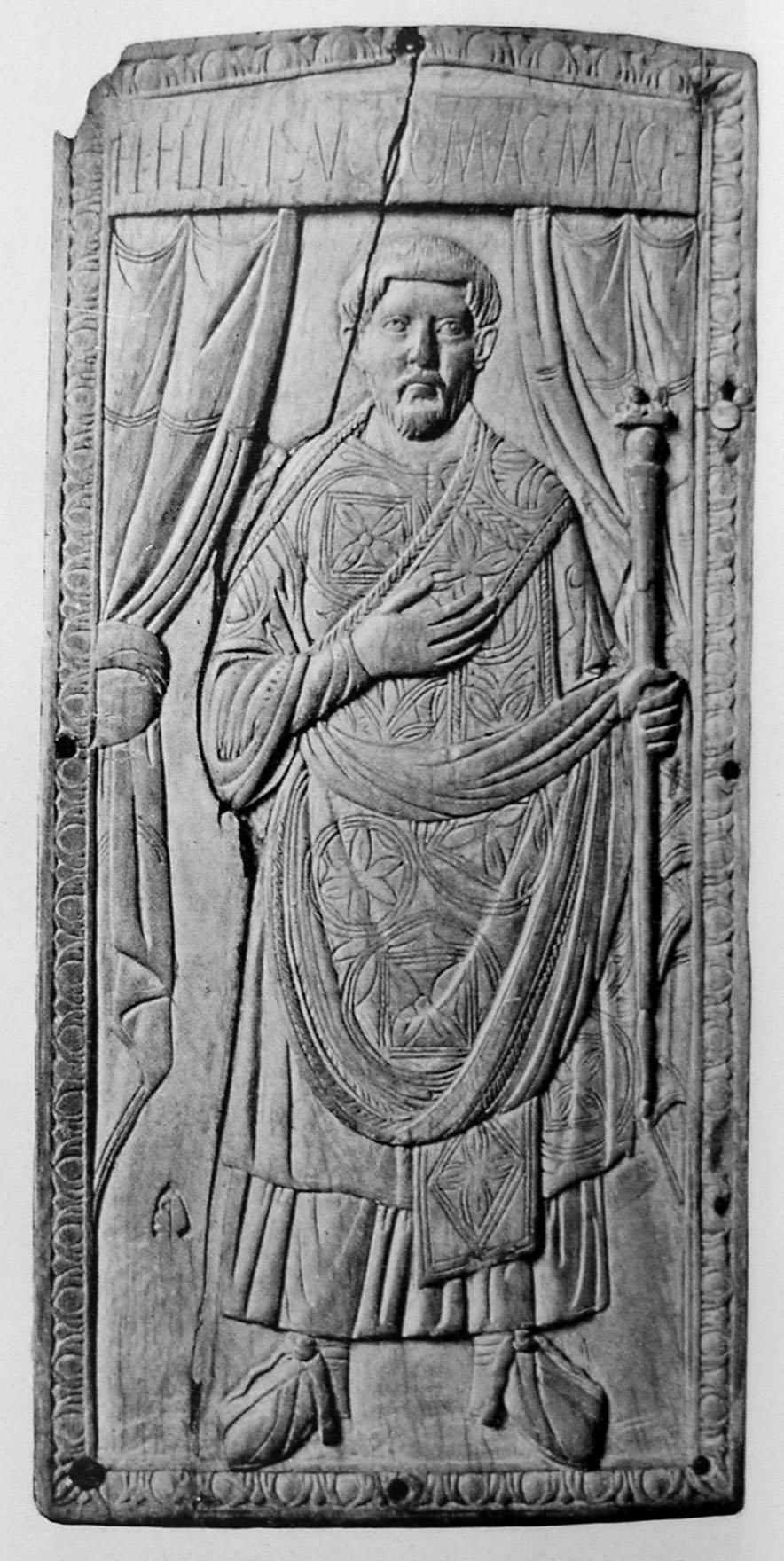
Díptic de Fèlix, cònsol el 428
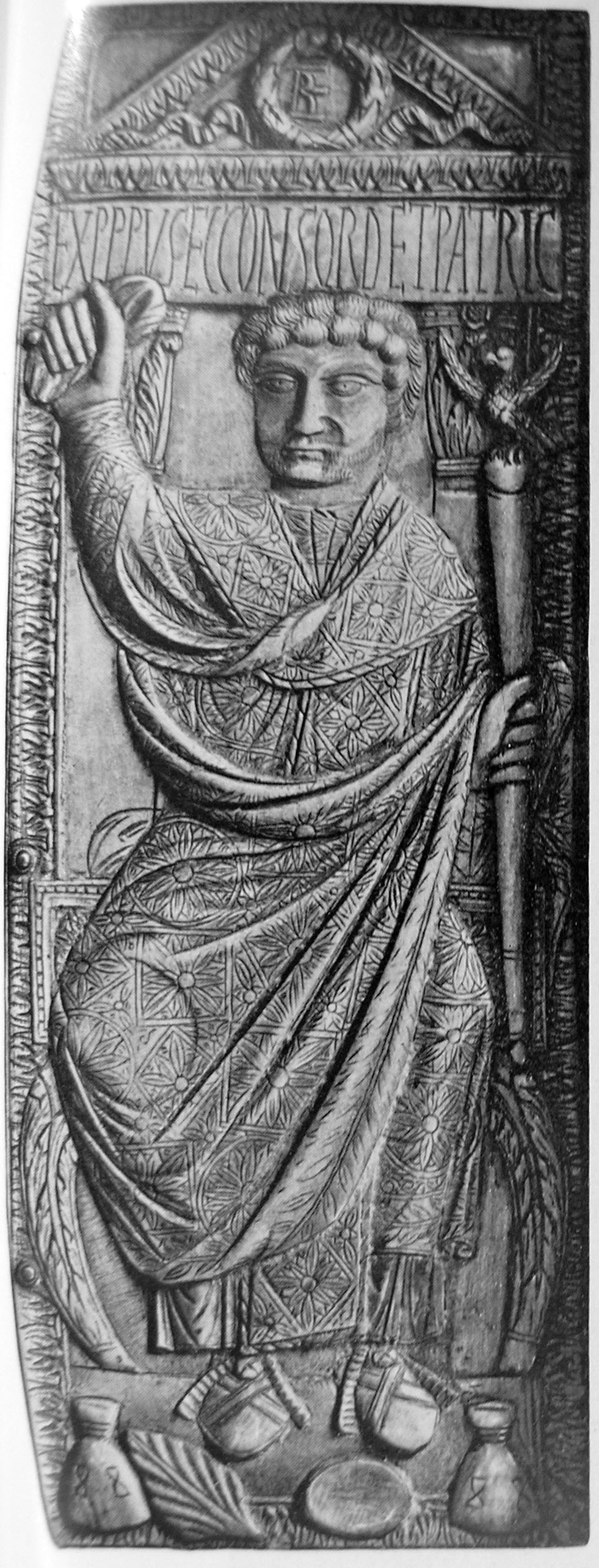
Díptic de Manli Noeci, cònsol el 487
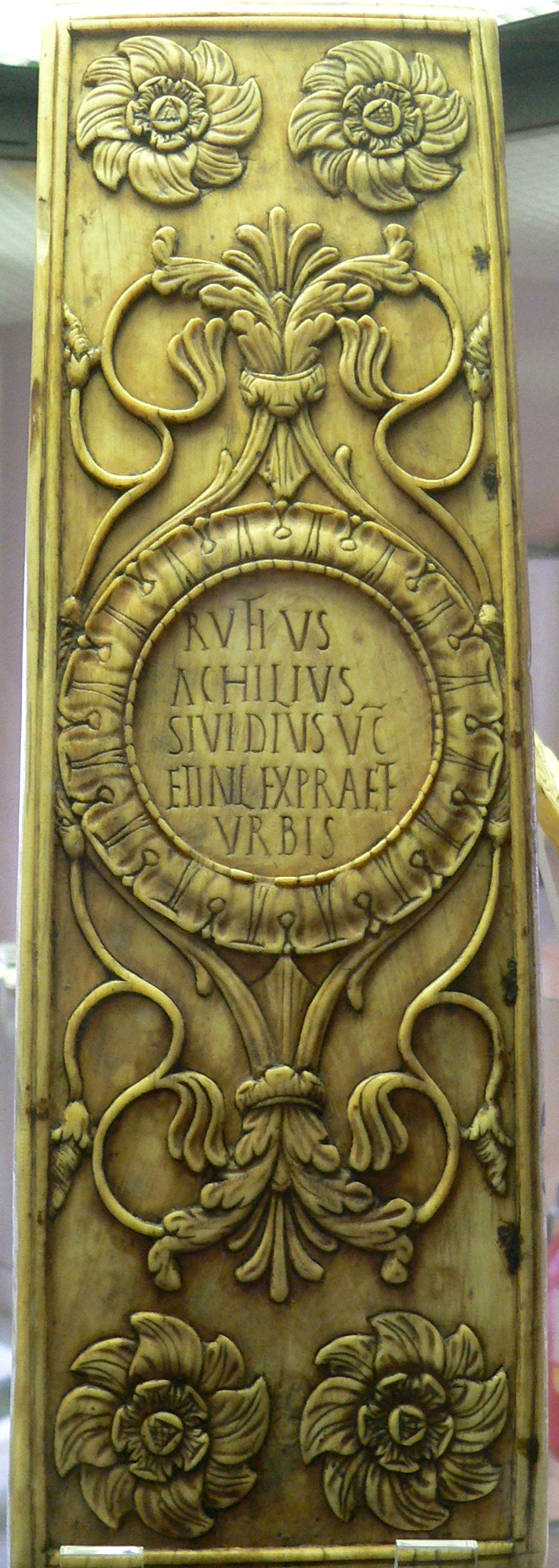
Díptic de Rufi Aquil·lí Sividi, cònsol el 488
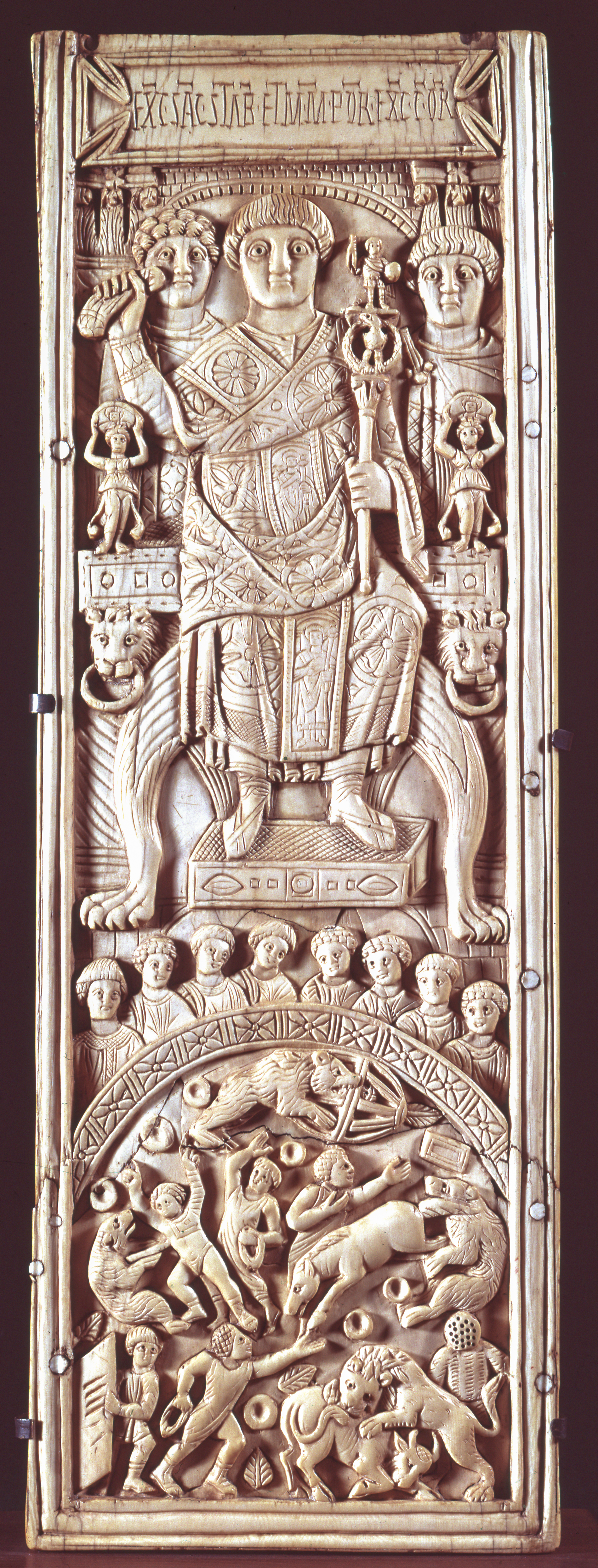
Díptic d'Aerobind Dagalaif Aerobind, cònsol el 506
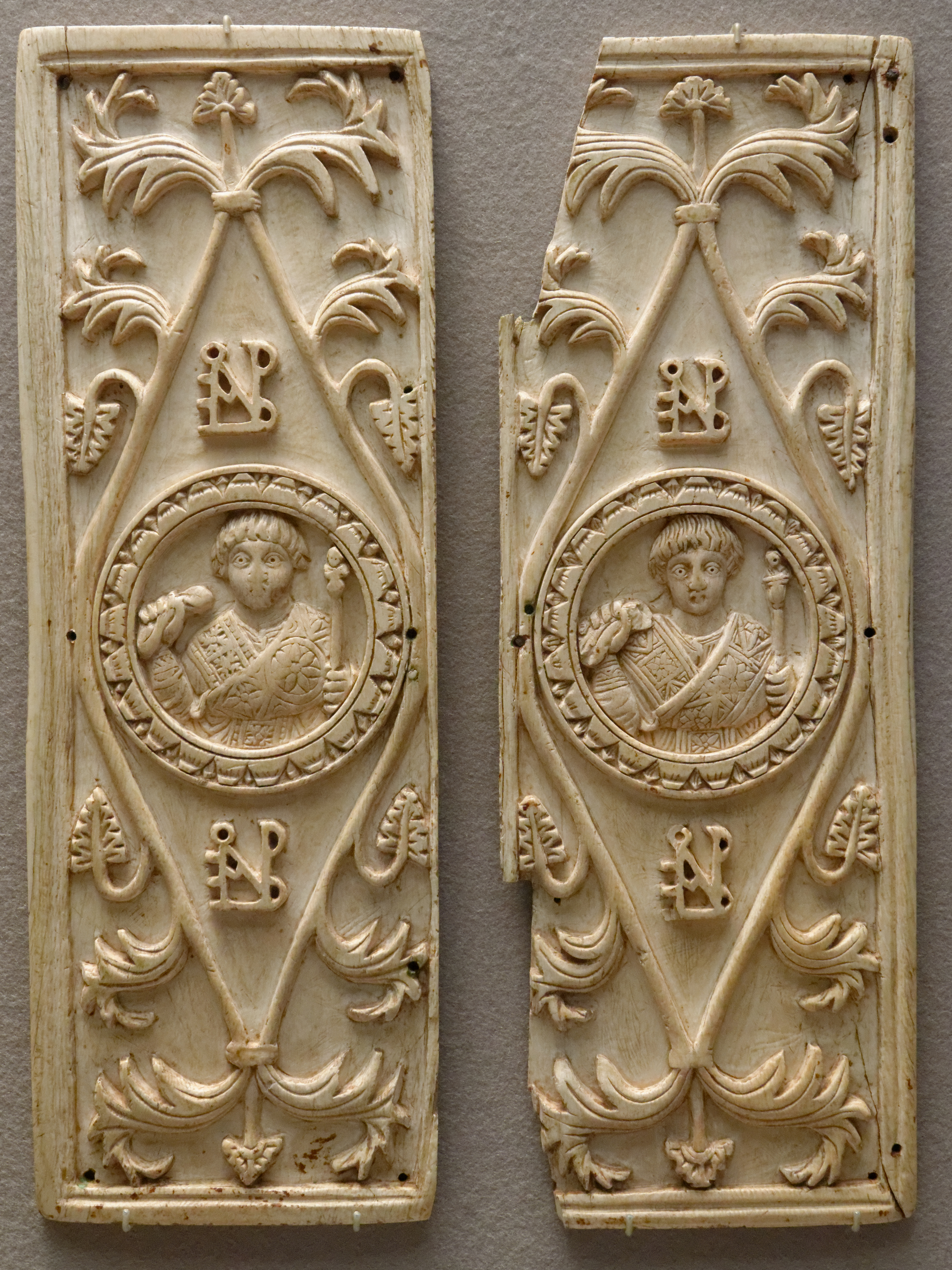
Díptic d'Areobind, cònsol el 506
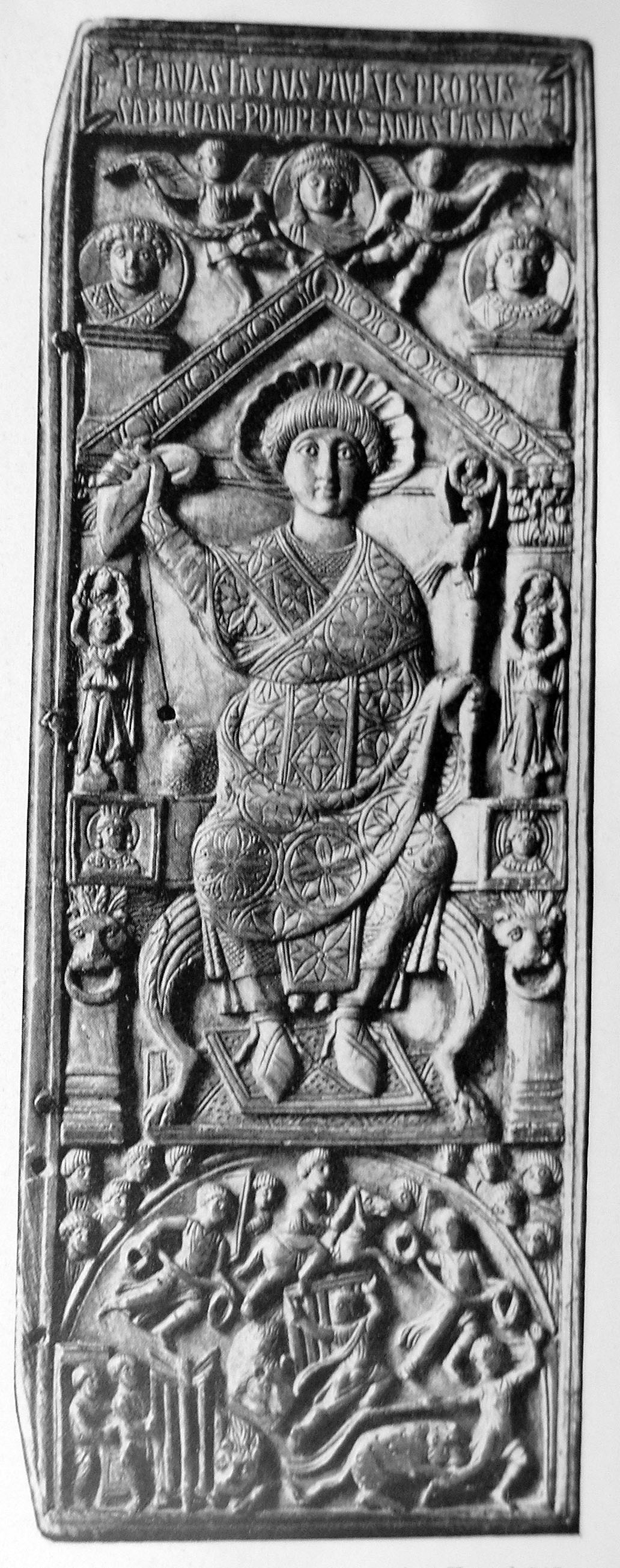
Díptic d'Anastasi, cònsol el 517
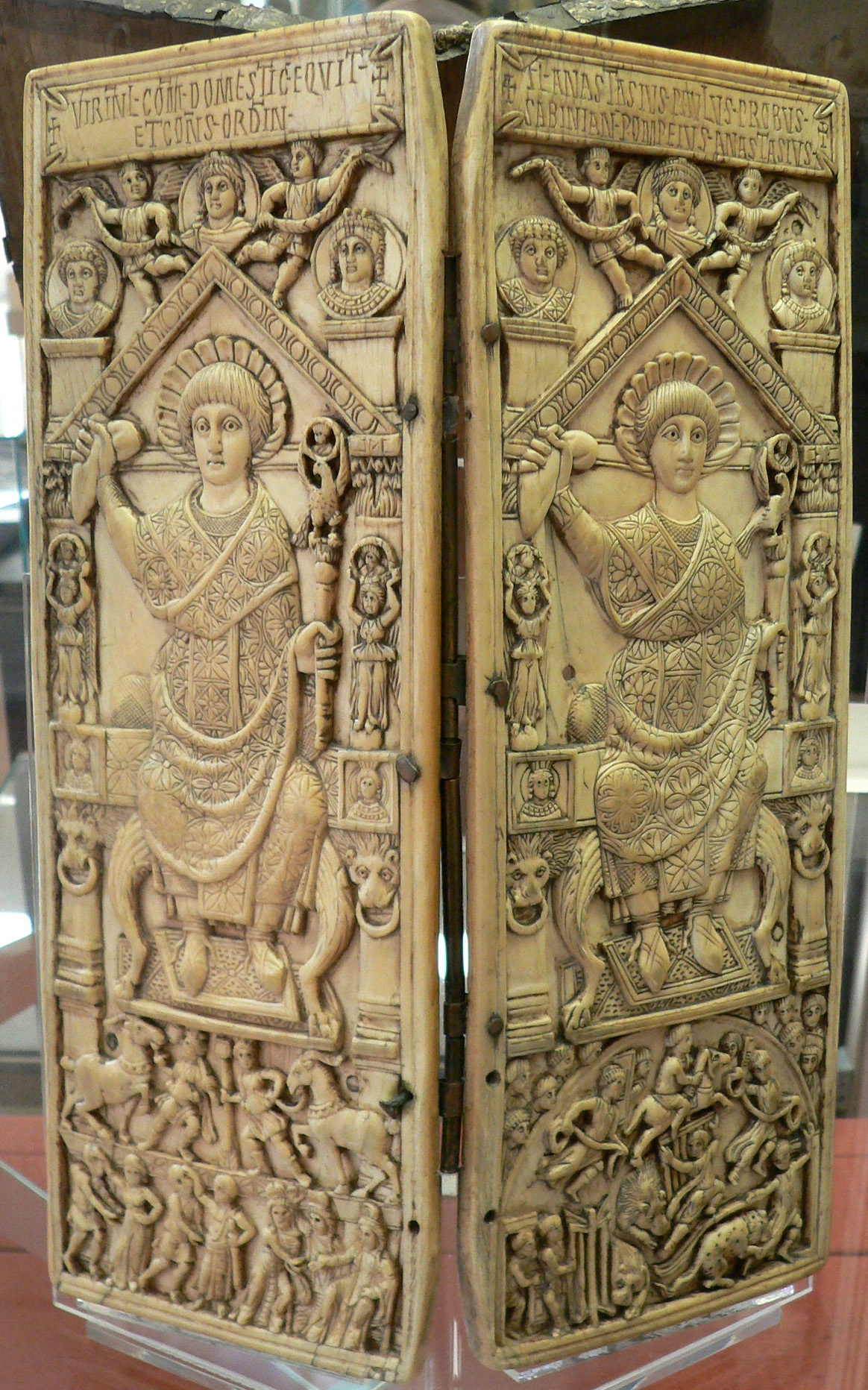
Díptic d'Anastasi, cònsol el 517
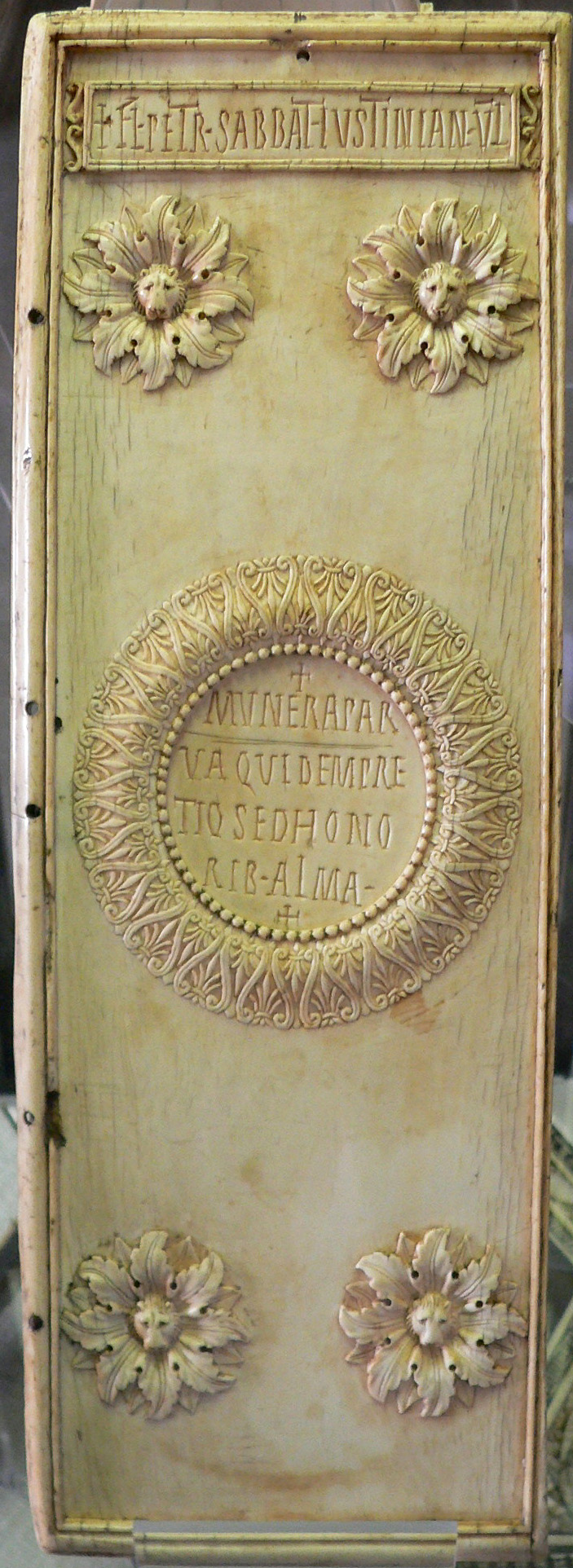
Díptic de Justinià, cònsol el 521
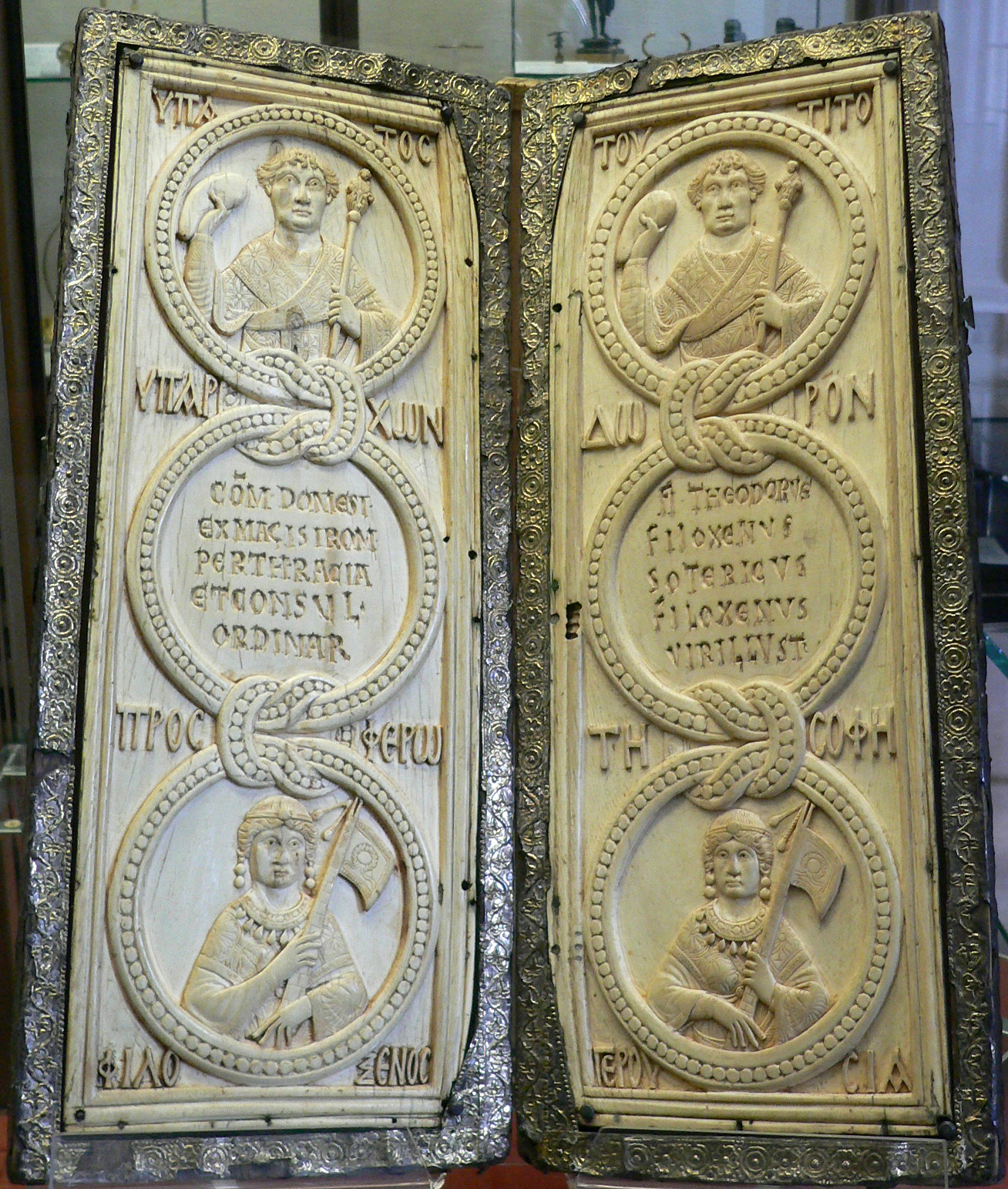
Díptic de Teodor Filoxen, cònsol el 525
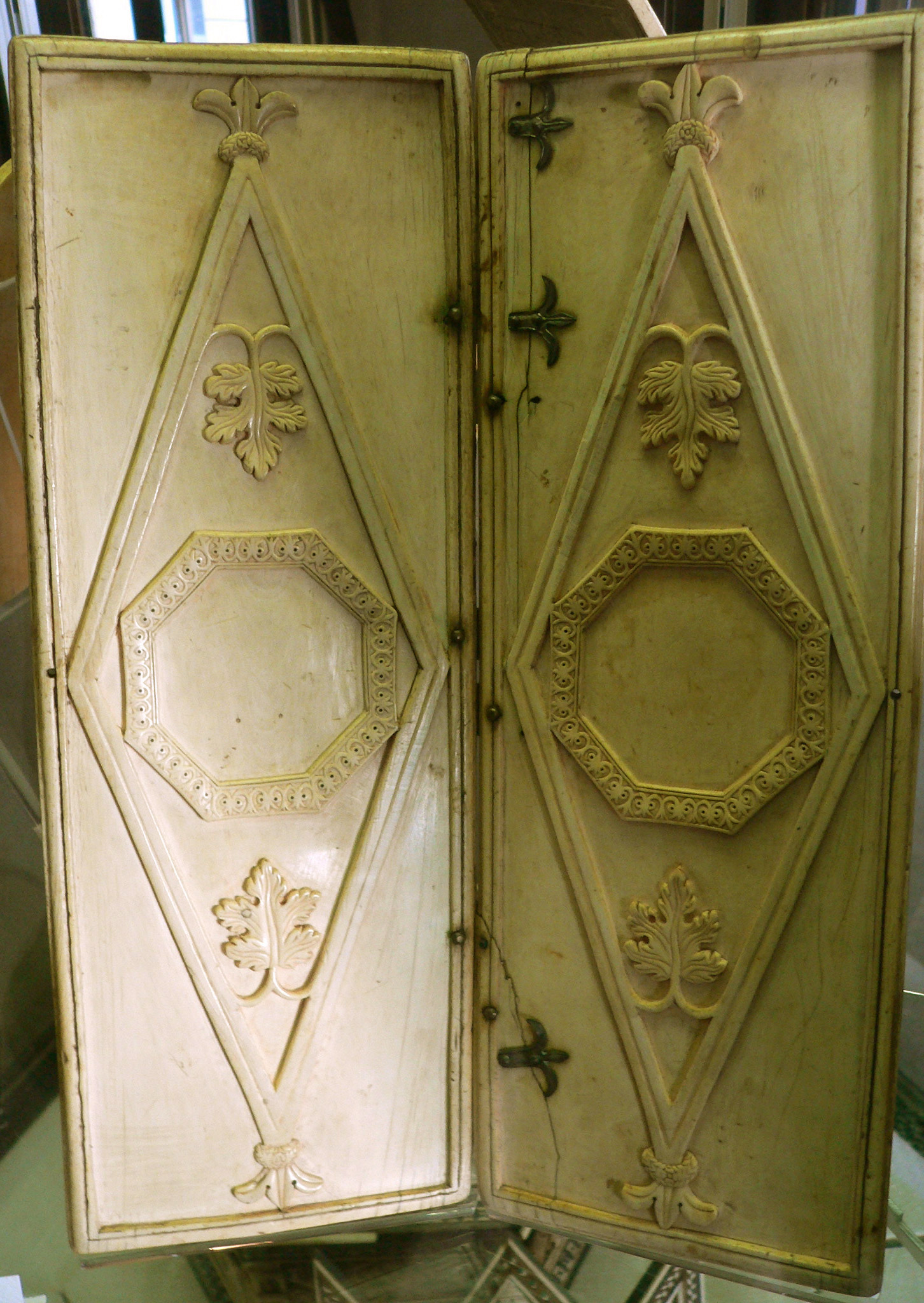
Díptic de Teodor Filoxen, cònsol el 525
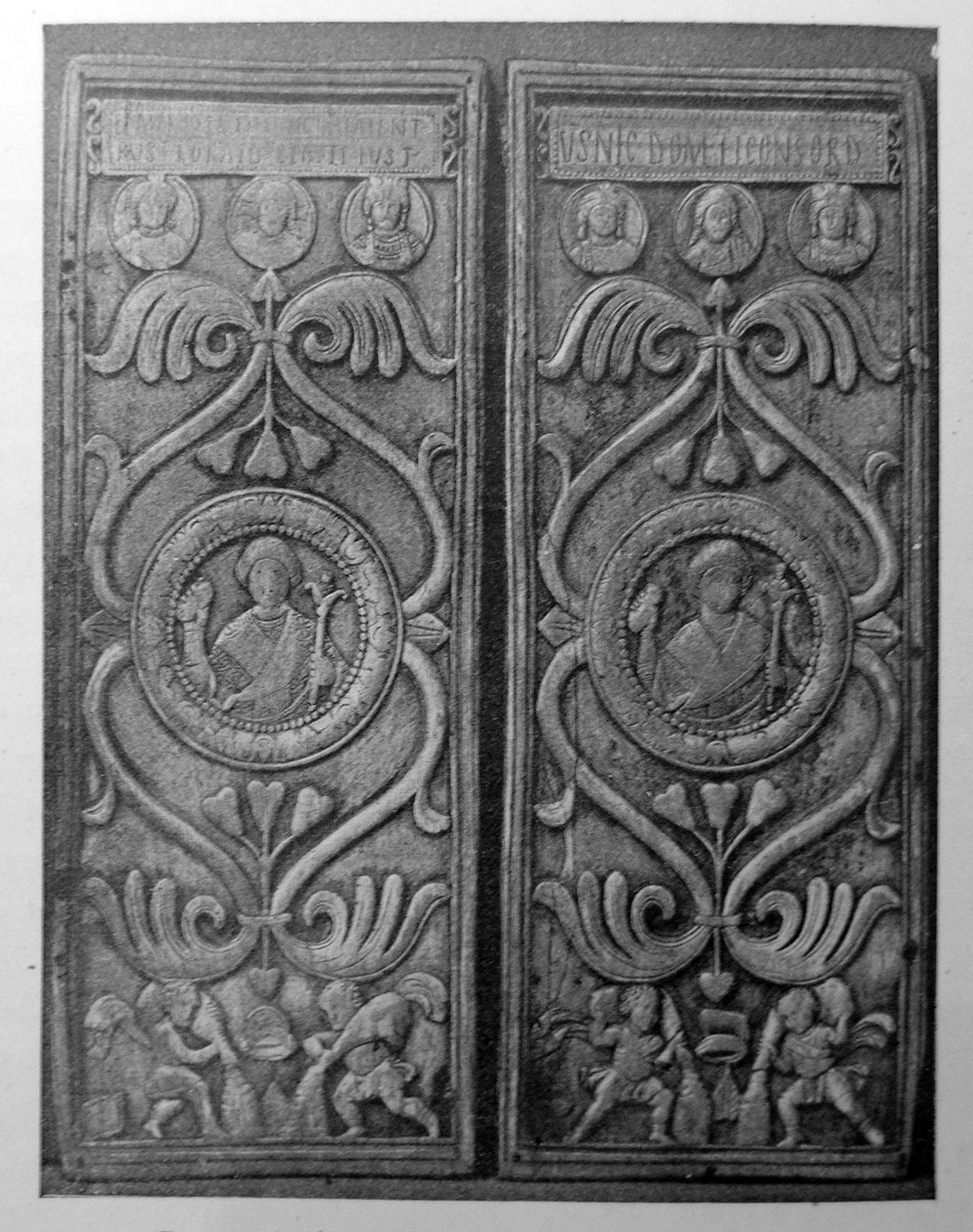
Díptic deJustí, cònsol el 540 (últim exemple que se'n conserva)